# Marquinez (manzana)
Marquinez es el nombre de una variedad cultivar de manzano (Malus domestica). Esta manzana está cultivada en la colección de la Estación Experimental Aula Dei (Zaragoza) con nº de accesión "3419". Es originaria de la Comunidad autónoma de La Rioja, actualmente ha decaído su cultivo de interés comercial, en detrimento del cultivo de variedades selectas foráneas.

## Sinónimos
- "Manzana Marquinez".[6]

## Historia
'Marquinez' es de origen desconocido, se la considera autóctona de la comunidad autónoma de La Rioja.
'Marquinez' está considerada incluida en las variedades locales autóctonas muy antiguas, cuyo cultivo se centraba en comarcas muy definidas. Se caracterizaban por su buena adaptación a sus ecosistemas y podrían tener interés genético en virtud de su adaptación. Se encontraban diseminadas por todas las regiones fruteras españolas, aunque eran especialmente frecuentes en la España húmeda. Estas se podían clasificar en dos subgrupos: de mesa y de sidra (aunque algunas tenían aptitud mixta).
'Marquinez' es una variedad clasificada como de mesa; difundido su cultivo en el pasado por los viveros comerciales y cuyo cultivo en la actualidad se ha reducido a huertos familiares y jardines privados.

## Características
El manzano de la variedad 'Marquinez' tiene un vigor alto; porte parcialmente llorón, con vegetación muy tupida; tubo del cáliz mediano, alargado en forma de cono o de embudo con tubo largo, y con los estambres insertos bajos. Tiene un tiempo de floración precoz que comienza a partir del 10 de abril con el 10% de floración, con duración de floración corta para el 13 de abril tiene una floración completa (80%), y para el 15 de abril tiene un 90% de caída de pétalos.
La variedad de manzana 'Marquinez' tiene un fruto de tamaño pequeño; forma abierta globosa, con contorno irregula, casi siempre rebajado de un lado; piel lisa, levemente untuosa, acharolada; con color de fondo verde hierba, importancia del sobre color ausente, presenta manchas ruginosas pequeñas, y con una sensibilidad al "russeting" (pardeamiento áspero superficial que presentan algunas variedades) medio; pedúnculo largo, fino, , anchura de la cavidad peduncular media, profundidad cavidad pedúncular profunda, con fondo ruginoso que sobrepasa los bordes, bordes irregulares, a veces de tangente inclinada, con frecuencia aparecen unas depresiones desde el fondo, y con una importancia del "russeting" en cavidad peduncular muy fuerte; anchura de la cavidad calicina mediana, profundidad de la cavidad calicina media, bordes ligeramente ondulados, importancia del "russeting" en cavidad calicina ausente; ojo pequeño, cerrado o entreabierto; sépalos cortos y triangulares, con las puntas vueltas hacia fuera.
Carne de color verdoso, alrededor de las celdas presenta unos puntos de vitrificación formando un círculo; textura con firmeza blanda, jugosa; contenido en azúcares bajo, sabor agradable, acidez media, perfumada, buena; corazón pequeño, bulbiforme, levemente marcado por las líneas del corazón. Eje abierto o solamente agrietado. Celdas pequeñas; semillas pequeñas.
La manzana 'San Miguel' tiene una época de maduración y recolección temprana, su recolección se lleva a cabo a mediados de julio, en La Rioja. Se usa como manzana de mesa fresca. Aguanta poca conservación.